# Milton Bradley
Milton Bradley (pron. [ˈmɪltn ˈbrædlɪ]; Vienna, 8 novembre 1836 – Springfield, 30 maggio 1911) è stato un imprenditore statunitense, accreditato da molti per il lancio dell'industria dei giochi da tavolo, con la Milton Bradley Company, acquisita poi da Hasbro nel 1984.

## Biografia
Nato a Vienna, nel Maine, nel 1836, da Lewis e Fannie (Lyford) Bradley, Bradley è cresciuto in una famiglia di classe operaia. La famiglia si trasferì a Lowell, nel Massachusetts, nel 1847. Dopo aver completato il liceo nel 1854, trovò lavoro come disegnatore prima di iscriversi alla Lawrence Scientific School di Cambridge, nel Massachusetts. Non riuscì a terminare gli studi dopo essersi trasferito con la famiglia ad Hartford, nel Connecticut, dove non riuscì a trovare un lavoro retribuito. Nel 1856, Bradley si trasferì a Springfield, nel Massachusetts, dove lavorò come disegnatore meccanico.
Nel 1859, Bradley andò a Providence, nel Rhode Island, per imparare la litografia; e, nel 1860, aprì il primo negozio di litografia a colori a Springfield, nel Massachusetts. Andò avanti con un'idea che aveva per un gioco da tavolo che chiamò The Checkered Game of Life, una prima versione di quello che in seguito divenne The Game of Life.

## The Milton Bradley Company
Le iniziative di Bradley nella produzione di giochi da tavolo iniziarono con un grosso fallimento nella sua attività litografica. Quando stampò e vendette un'immagine del noto candidato alla presidenza repubblicana Abraham Lincoln, Bradley ebbe inizialmente un grande successo. Ma un cliente chiese indietro i propri soldi perché l'immagine non era una rappresentazione accurata: Lincoln aveva deciso di far crescere la sua barba distintiva dopo la pubblicazione della stampa di Bradley. Improvvisamente, le impronte furono inutili e Bradley bruciò ciò che rimase in suo possesso. Alla ricerca di un progetto alternativo redditizio, Bradley trovò ispirazione da un gioco da tavolo importato che un amico gli aveva dato, concludendo che poteva produrre e commercializzare un gioco simile per i consumatori americani. Nell'inverno del 1860, Bradley pubblicò The Checkered Game of Life.
Il gioco ha avuto un successo immediato. Bradley vendette personalmente la sua prima serie di diverse centinaia di copie in una visita di due giorni a New York; entro il 1861, i consumatori avevano acquistato più di 45 000 copie. The Checkered Game of Life ha seguito una struttura simile ai suoi predecessori americani e britannici, con i giocatori che ruotavano una trottola per avanzare in quadrati che rappresentavano virtù e vizi sociali (come "influenza" o "povertà") con il primo che faceva guadagnare punti giocatore e l'altro che ne ritardava i progressi. Ma anche le posizioni apparentemente più sicure, come "Fat Office", presentavano pericoli – "Prigione", "Rovina" e "Suicidio". Il primo giocatore ad accumulare 100 punti vince la partita. 

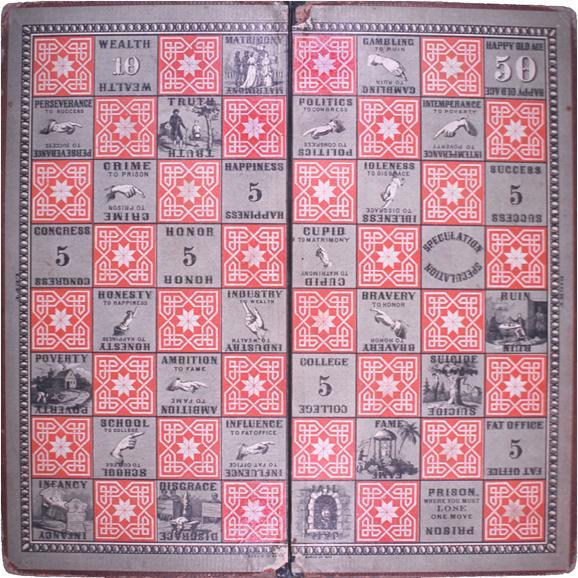
Il tabellone originale di The Checkered Game of Life

Mentre la struttura del gioco in The Checkered Game of Life differiva poco dai precedenti giochi da tavolo, il gioco di Bradley abbracciava un concetto radicalmente diverso di successo. I giochi precedenti, come il famoso Mansion of Happiness, si concentravano interamente sulla promozione della virtù morale. Bradley definì il successo in termini commerciali secolari, descrivendo la vita come una ricerca del successo con le virtù personali come mezzo per raggiungere questo scopo. Ciò completò il crescente fascino americano con l'ottenimento di ricchezza e con "la relazione causale tra carattere e ricchezza" negli anni successivi alla guerra civile. Il gioco - e successivamente i giochi da tavolo prodotti dalla Milton Bradley Company - si adattarono anche alla crescente quantità di tempo libero della nazione, che portò un grande successo finanziario all'azienda.
Nel corso del XX secolo, la società da lui fondata nel 1860, Milton Bradley Company, ha dominato la produzione di giochi americani, tra cui The Game of Life, Easy Money, Candy Land, Operation e Battleship. La società è ora una filiale di Pawtucket, Hasbro, con sede nel Rhode Island.

## Tarda carriera
Bradley ha pubblicato volantini e opuscoli sul sistema di scuola materna di Friedrich Fröbel. La sua azienda ha prodotto due riviste, Kindergarten News (in seguito Kindergarten Review) e Work and Play. Nessuna delle due era redditizia, e i partner commerciali di Bradley ritirarono il loro sostegno, ma Bradley perseverò, pubblicando entrambe le riviste fino alla fine della sua vita. Il suo amico George Tapley acquistò le quote del partner in modo che Bradley potesse continuare a produrre materiale didattico.
Nel 1890, la Milton Bradley Company aveva introdotto i primi set di acquerelli standardizzati e giochi educativi come il Word Buildere il Frase Builder. Bradley è stato anche il primo a rilasciare pacchetti di pastelli con i colori standardizzati, un precursore della società Crayola di Binney & Smith. L'interesse di Bradley per l'educazione artistica lo ha anche portato a produrre una nuova ruota dei colori e pubblicare quattro libri sull'insegnamento dei colori.

## Vita privata
Nel 1860, Bradley sposò Vilona Eaton. Non ebbero figli. Vilona morì nel 1867. Nel 1869, sposò la sua seconda moglie, Ellen Thayer. Bradley ed Ellen ebbero due figlie.
Milton Bradley morì il 30 maggio 1911 a Springfield, nel Massachusetts, all'età di 74 anni. Fu sepolto nel cimitero di Springfield in una tomba di famiglia insieme a suo padre Lewis (1810-1890), sua madre Fanny (1813-1872) e la sua prima moglie Vilona. La sua seconda moglie Ellen fu sepolta lì dopo la sua morte nel 1918.
Nel 2004, è stato inserito postumo nella Toy Industry Hall of Fame insieme a George Ditomassi della Milton Bradley Company.
Nel 2006, Bradley è stato inserito postumo nella National Inventors Hall of Fame.

## Libri
- Color in the Schoolroom, 1890
- Color in the Kindergarten, 1893
- Elementary Color, 1895
- Water Colors in the Schoolroom, 1900

Bradley pubblicò una serie di regole per giocare a Croquet nel 1866 scritte da un autore usando lo pseudonimo di Prof. A Rover.

## Riferimenti nella cultura contemporanea
La storia di Milton Bradley e The Chequered Game of Life è descritta come uno dei segmenti della Stagione 3, Episodio 6 dello spettacolo Drunk History di Comedy Central.